# Tour de France 1980
Le Tour de France 1980 est la 67e édition du Tour de France, course cycliste qui s'est déroulée du 26 juin au 20 juillet 1980 sur 22 étapes pour 3 842 km. Le départ a lieu à Francfort-sur-le-Main ; l'arrivée se juge aux Champs-Élysées à Paris. Il est remporté à l'âge de 33 ans par le Néerlandais Joop Zoetemelk de l'équipe Ti-Raleigh, déjà cinq fois deuxième de l'épreuve entre 1971 et 1979. Parti pour conquérir un nouveau succès dans ce Tour, Bernard Hinault, maillot jaune sur les épaules et vainqueur de trois étapes depuis le départ de Francfort, est contraint à l'abandon à Pau, souffrant du genou.

## Parcours
Le départ du Tour a lieu à Francfort en Allemagne de l'Ouest, l'arrivée se juge aux Champs-Élysées à Paris. En détail, il y a : 
- 3842 km, 1 prologue et 22 étapes.
- 2 jours de repos : Saint-Malo et Morzine. 4 contre-la-montre individuels : Prologue à Francfort 7,6 km, circuit Spa-Francorchamps 34,5 km, Damazan-Laplume 51,77 km et Saint-Etienne-Saint-Etienne 34,45 km.
- 2 contre-la-montre par équipes Wiesbaden-Francfort 45,8 km et Compiègne-Beauvais 65 km.
- L'étape en ligne la plus longue : Francfort-Metz 276 km.
- L'étape en ligne la plus courte : Beauvais-Rouen 92 km.
- 4 cols ou ascensions inédits : Arâches, Barioz, Champlaurent, Prapoutel-les-Sept-Laux.
- 2 arrivées en altitude : Pra-Loup , Prapoutel-les-Sept-Laux (arrivée inédite)[2].

## Équipes
Treize équipes professionnelles représentant cent-trente coureurs sont présentes.
| Équipes professionnelles (13)- Renault-Gitane - TI-Raleigh-Creda - Puch-Sem-Campagnolo - Peugeot-Esso-Michelin - DAF Trucks-Lejeune - Splendor-Admiral - Marc-Carlos-V.R.D.-Woningbouw - Miko-Mercier-Vivagel - La Redoute-Motobécane - IJsboerke-Warncke Eis - Boston-IFI-Mavic - Teka - Kelme-Gios |
| |

## Règlement
L'organisation du Tour n'aimait pas l'attention portée par les médias pour la lanterne rouge. Elle a décidé de concevoir une règle pour rendre plus difficile à terminer au dernier rang. Entre la 14e et la 20e étape, le dernier coureur du classement général est éliminé.

## Résumé de la course
Bernard Hinault est à nouveau le grand favori de cette édition à laquelle participent deux anciens vainqueurs : Lucien Van Impe et Bernard Thévenet. Cette édition est marquée par un temps très pluvieux et froid. Dès le début, le Tour est néerlandais. Hinault, malgré trois victoires d'étapes depuis le départ de la course, doit renoncer à Pau, avec le maillot jaune, pour soigner un genou qui le fait souffrir. La voie est ouverte pour Joop Zoetemelk. Régulier, il passe bien la haute montagne et remporte les deux dernières épreuves chronométrées. A 33 ans, Joop Zoetemelk remporte le Tour de France à sa 10e participation et après avoir fini cinq fois deuxième. Son équipe, TI-Raleigh, remporte 11 étapes dont sept consécutives. A noter enfin, qu'après le succès de son compatriote Jan Janssen en 1968, Zoetemelk apporte aux Pays-Bas une deuxième victoire dans le Tour de France.

## L'abandon de Bernard Hinault à Pau
Depuis le départ de ce Tour 1980, Bernard Hinault domine : maillot jaune sur les épaules et 3 victoires d'étape. Le Tour semble de nouveau lui être destiné. Mais la douleur lancinante à un genou transforme ses journées en supplices. À Pau, il quitte la course, disparaît pour éviter les journalistes et va dormir à Lourdes chez son équipier Hubert Arbes, bien décidé à revenir plus fort, ce qu'il fera en devenant champion du monde quelques semaines plus tard à Sallanches.

## Étapes
L'édition 1980 du Tour de France comporte vingt-cinq étapes, dont un prologue et quatre demi-étapes. Trois contre-la-montre individuels sont courus, ainsi que deux contre-la-montre par équipes. Trois pays sont traversés : l'Allemagne de l'Ouest, la France et la Belgique.
| Étape,        | Date        | Villes étapes                                             |                              | Distance (km)         | Vainqueur d’étape      | Leader du classement général |
| ------------- | ----------- | --------------------------------------------------------- | ---------------------------- | --------------------- | ---------------------- | ---------------------------- |
| Prologue      | 26 juin     | Francfort-sur-le-Main (RFA) – Francfort-sur-le-Main (RFA) | Contre-la-montre individuel  | 7,6                   | Bernard Hinault        | Bernard Hinault              |
| 1re étape (a) | 27 juin     | Francfort-sur-le-Main (RFA) – Wiesbaden (RFA)             | Étape de plaine              | 133                   | Jan Raas               | Bernard Hinault              |
| 1re étape (b) | 27 juin     | Wiesbaden (RFA) – Francfort-sur-le-Main (RFA)             | Contre-la-montre par équipes | 45,8                  | TI-Raleigh-Creda       | Gerrie Knetemann             |
| 2e étape      | 28 juin     | Wiesbaden (RFA) – Metz                                    | Étape de plaine              | 276                   | Rudy Pevenage          | Yvon Bertin                  |
| 3e étape      | 29 juin     | Metz – Liège (BEL)                                        | Étape de plaine              | 282,5                 | Henk Lubberding        | Rudy Pevenage                |
| 4e étape      | 30 juin     | Circuit de Spa-Francorchamps (BEL)                        | Contre-la-montre individuel  | 34,6                  | Bernard Hinault        | Rudy Pevenage                |
| 5e étape      | 1er juillet | Liège (BEL) – Lille                                       | Étape de plaine              | 249,3                 | Bernard Hinault        | Rudy Pevenage                |
| 6e étape      | 2 juillet   | Lille – Compiègne                                         | Étape de plaine              | 215,6                 | Jean-Louis Gauthier    | Rudy Pevenage                |
| 7e étape (a)  | 3 juillet   | Compiègne – Beauvais                                      | Contre-la-montre par équipes | 65                    | TI-Raleigh-Creda       | Rudy Pevenage                |
| 7e étape (b)  | 3 juillet   | Beauvais – Rouen                                          | Étape de plaine              | 92                    | Jan Raas               | Rudy Pevenage                |
| 8e étape      | 4 juillet   | Flers – Saint-Malo                                        | Étape de plaine              | 164,2                 | Bert Oosterbosch       | Rudy Pevenage                |
|               | 5 juillet   | Saint-Malo                                                | Jour de repos                | Journée de repos no 1 | Journée de repos no 1  | Journée de repos no 1        |
| 9e étape      | 6 juillet   | Saint-Malo – Nantes                                       | Étape de plaine              | 205,3                 | Jan Raas               | Rudy Pevenage                |
| 10e étape     | 7 juillet   | Rochefort-sur-Mer – Bordeaux                              | Étape de plaine              | 203                   | Cees Priem             | Rudy Pevenage                |
| 11e étape     | 8 juillet   | Damazan – Laplume                                         | Contre-la-montre individuel  | 51,8                  | Joop Zoetemelk         | Bernard Hinault              |
| 12e étape     | 9 juillet   | Agen – Pau                                                | Étape de plaine              | 194,1                 | Gerrie Knetemann       | Bernard Hinault              |
| 13e étape     | 10 juillet  | Pau – Bagnères-de-Luchon                                  | Étape de montagne            | 200,4                 | Raymond Martin         | Joop Zoetemelk               |
| 14e étape     | 11 juillet  | Lézignan-Corbières – Montpellier                          | Étape de plaine              | 189,5                 | Ludo Peeters           | Joop Zoetemelk               |
| 15e étape     | 12 juillet  | Montpellier – Martigues                                   | Étape de plaine              | 160                   | Bernard Vallet         | Joop Zoetemelk               |
| 16e étape     | 13 juillet  | Trets – Pra-Loup                                          | Étape de montagne            | 208,6                 | Joseph Deschoenmaecker | Joop Zoetemelk               |
| 17e étape     | 14 juillet  | Serre Chevalier - Le Lautaret – Morzine                   | Étape de montagne            | 242                   | Mariano Martinez       | Joop Zoetemelk               |
|               | 15 juillet  | Morzine                                                   | Jour de repos                | Journée de repos no 2 | Journée de repos no 2  | Journée de repos no 2        |
| 18e étape     | 16 juillet  | Morzine – Prapoutel - Les Sept Laux                       | Étape de montagne            | 198,8                 | Ludo Loos              | Joop Zoetemelk               |
| 19e étape     | 17 juillet  | Voreppe – Saint-Étienne                                   | Étape de moyenne montagne    | 139,7                 | Sean Kelly             | Joop Zoetemelk               |
| 20e étape     | 18 juillet  | Saint-Étienne – Saint-Étienne                             | Contre-la-montre individuel  | 34,5                  | Joop Zoetemelk         | Joop Zoetemelk               |
| 21e étape     | 19 juillet  | Auxerre – Fontenay-sous-Bois                              | Étape de plaine              | 208                   | Sean Kelly             | Joop Zoetemelk               |
| 22e étape     | 20 juillet  | Fontenay-sous-Bois – Paris - Champs-Élysées               | Étape de plaine              | 186,1                 | Pol Verschuere         | Joop Zoetemelk               |

## Classements

### Classement général final
| Classement général | Classement général       | Classement général | Classement général    | Classement général   |
|                    | Coureur                  | Pays               | Équipe                | Temps                |
| ------------------ | ------------------------ | ------------------ | --------------------- | -------------------- |
| 1er                | Joop Zoetemelk           | Pays-Bas           | TI-Raleigh-Creda      | en 109 h 19 min 14 s |
| 2e                 | Hennie Kuiper            | Pays-Bas           | Peugeot-Esso-Michelin | + 6 min 55 s         |
| 3e                 | Raymond Martin           | France             | Miko-Mercier-Vivagel  | + 7 min 56 s         |
| 4e                 | Johan De Muynck          | Belgique           | Splendor-Admiral      | + 12 min 24 s        |
| 5e                 | Joaquim Agostinho        | Portugal           | Puch-Campagnolo-Sem   | + 15 min 37 s        |
| 6e                 | Christian Seznec         | France             | Miko-Mercier-Vivagel  | + 16 min 16 s        |
| 7e                 | Sven-Åke Nilsson         | Suède              | Miko-Mercier-Vivagel  | + 16 min 33 s        |
| 8e                 | Ludo Peeters             | Belgique           | IJsboerke-Warncke Eis | + 20 min 45 s        |
| 9e                 | Pierre Bazzo             | France             | La Redoute-Motobécane | + 21 min 3 s         |
| 10e                | Henk Lubberding          | Pays-Bas           | TI-Raleigh-Creda      | + 21 min 10 s        |
| 11e                | Robert Alban             | France             | La Redoute-Motobécane | + 22 min 41 s        |
| 12e                | Johan van der Velde      | Pays-Bas           | TI-Raleigh-Creda      | + 25 min 28 s        |
| 13e                | Claude Criquielion       | Belgique           | Splendor-Admiral      | + 27 min 43 s        |
| 14e                | Jostein Wilmann          | Norvège            | Puch-Campagnolo-Sem   | + 28 min 4 s         |
| 15e                | Régis Ovion              | France             | Puch-Campagnolo-Sem   | + 29 min 48 s        |
| 16e                | Lucien Van Impe          | Belgique           | Marc-IWC-V.R.D.       | + 32 min 55 s        |
| 17e                | Bernard Thévenet         | France             | Teka                  | + 32 min 59 s        |
| 18e                | Ludo Loos                | Belgique           | Marc-IWC-V.R.D.       | + 36 min 36 s        |
| 19e                | Jo Maas                  | Pays-Bas           | DAF Trucks-Lejeune    | + 36 min 44 s        |
| 20e                | Vicente Belda            | Espagne            | Kelme-Gios            | + 42 min 42 s        |
| 21e                | Patrick Busolini         | France             | Puch-Campagnolo-Sem   | + 45 min 35 s        |
| 22e                | Géry Verlinden           | Belgique           | IJsboerke-Warncke Eis | + 52 min 17 s        |
| 23e                | Ferdinand Julien         | France             | Boston-IFI-Mavic      | + 52 min 37 s        |
| 24e                | Ismael Lejarreta         | Espagne            | Teka                  | + 54 min 5 s         |
| 25e                | Alberto Fernández Blanco | Espagne            | Teka                  | + 55 min 17 s        |
| modifier           |                          |                    |                       |                      |

### Classements annexes finals
| Classement par points, | Classement par points, | Classement par points, | Classement par points, | Classement par points, |
| ---------------------- | ---------------------- | ---------------------- | ---------------------- | ---------------------- |
|                        | Coureur                | Pays                   | Équipe                 | Point(s)               |
| 1er                    | Rudy Pevenage          | Belgique               | IJsboerke-Warncke Eis  | 194 points             |
| 2e                     | Sean Kelly             | Irlande                | Splendor-Admiral       | 153 pts                |
| 3e                     | Ludo Peeters           | Belgique               | IJsboerke-Warncke Eis  | 148 pts                |
| 4e                     | Jos Jacobs             | Belgique               | IJsboerke-Warncke Eis  | 122 pts                |
| 5e                     | Leo van Vliet          | Pays-Bas               | TI-Raleigh-Creda       | 120 pts                |
| 6e                     | Pierre Bazzo           | France                 | La Redoute-Motobécane  | 111 pts                |
| 7e                     | Guido Van Calster      | Belgique               | Splendor-Admiral       | 89 pts                 |
| 8e                     | Klaus-Peter Thaler     | Allemagne de l'Ouest   | Teka                   | 86 pts                 |
| 9e                     | William Tackaert       | Belgique               | DAF Trucks-Lejeune     | 81 pts                 |
| 10e                    | Joop Zoetemelk         | Pays-Bas               | TI-Raleigh-Creda       | 80 pts                 |
| modifier               |                        |                        |                        |                        |

| Classement du meilleur grimpeur, | Classement du meilleur grimpeur, | Classement du meilleur grimpeur, | Classement du meilleur grimpeur, | Classement du meilleur grimpeur, |
| -------------------------------- | -------------------------------- | -------------------------------- | -------------------------------- | -------------------------------- |
|                                  | Coureur                          | Pays                             | Équipe                           | Point(s)                         |
| 1er                              | Raymond Martin                   | France                           | Miko-Mercier-Vivagel             | 223 points                       |
| 2e                               | Ludo Loos                        | Belgique                         | Marc-IWC-V.R.D.                  | 162 pts                          |
| 3e                               | Ludo Peeters                     | Belgique                         | IJsboerke-Warncke Eis            | 147 pts                          |
| 4e                               | Sven-Åke Nilsson                 | Suède                            | Miko-Mercier-Vivagel             | 145 pts                          |
| 5e                               | Joop Zoetemelk                   | Pays-Bas                         | TI-Raleigh-Creda                 | 137 pts                          |
| 6e                               | Jostein Wilmann                  | Norvège                          | Puch-Campagnolo-Sem              | 116 pts                          |
| 7e                               | Vicente Belda                    | Espagne                          | Kelme-Gios                       | 99 pts                           |
| 8e                               | Lucien Van Impe                  | Belgique                         | Marc-IWC-V.R.D.                  | 97 pts                           |
| 9e                               | Robert Alban                     | France                           | La Redoute-Motobécane            | 86 pts                           |
| 10e                              | Joaquim Agostinho                | Portugal                         | Puch-Campagnolo-Sem              | 81 pts                           |
| modifier                         |                                  |                                  |                                  |                                  |

| Classement général du meilleur jeune, | Classement général du meilleur jeune, | Classement général du meilleur jeune, | Classement général du meilleur jeune, | Classement général du meilleur jeune, |
|                                       | Coureur                               | Pays                                  | Équipe                                | Temps                                 |
| ------------------------------------- | ------------------------------------- | ------------------------------------- | ------------------------------------- | ------------------------------------- |
| 1er                                   | Johan van der Velde                   | Pays-Bas                              | TI-Raleigh-Creda                      | en 109 h 44 min 42 s                  |
| 2e                                    | Claude Criquielion                    | Belgique                              | Splendor-Admiral                      | + 2 min 15 s                          |
| 3e                                    | Daniel Plummer                        | Belgique                              | Splendor-Admiral                      | + 33 min 18 s                         |
| 4e                                    | Pascal Simon                          | France                                | Peugeot-Esso-Michelin                 | + 33 min 23 s                         |
| 5e                                    | Sean Kelly                            | Irlande                               | Splendor-Admiral                      | + 33 min 26 s                         |
| 6e                                    | Patrick Bonnet                        | France                                | Renault-Gitane                        | + 36 min 10 s                         |
| 7e                                    | Bert Oosterbosch                      | Pays-Bas                              | TI-Raleigh-Creda                      | + 37 min 31 s                         |
| 8e                                    | Guido Van Calster                     | Belgique                              | Splendor-Admiral                      | + 41 min 18 s                         |
| 9e                                    | Marco Chagas                          | Portugal                              | Puch-Campagnolo-Sem                   | + 42 min 6 s                          |
| 10e                                   | Christian Levavasseur                 | France                                | Miko-Mercier-Vivagel                  | + 45 min 50 s                         |
| modifier                              |                                       |                                       |                                       |                                       |

| Classement des sprints intermédiaires, | Classement des sprints intermédiaires, | Classement des sprints intermédiaires, | Classement des sprints intermédiaires, | Classement des sprints intermédiaires, |
| -------------------------------------- | -------------------------------------- | -------------------------------------- | -------------------------------------- | -------------------------------------- |
|                                        | Coureur                                | Pays                                   | Équipe                                 | Point(s)                               |
| 1er                                    | Rudy Pevenage                          | Belgique                               | IJsboerke-Warncke Eis                  | 79 points                              |
| 2e                                     | Jean-Louis Gauthier                    | France                                 | Miko-Mercier-Vivagel                   | 45 pts                                 |
| 3e                                     | Ludo Peeters                           | Belgique                               | IJsboerke-Warncke Eis                  | 31 pts                                 |
| 4e                                     | Pierre Bazzo                           | France                                 | La Redoute-Motobécane                  | 28 pts                                 |
| 5e                                     | Patrick Pevenage (en)                  | Belgique                               | DAF Trucks-Lejeune                     | 22 pts                                 |
| 6e                                     | William Tackaert                       | Belgique                               | DAF Trucks-Lejeune                     | 21 pts                                 |
| 7e                                     | Ferdi Van Den Haute                    | Belgique                               | La Redoute-Motobécane                  | 19 pts                                 |
| 8e                                     | Sean Kelly                             | Irlande                                | Splendor-Admiral                       | 15 pts                                 |
| 9e                                     | Bert Oosterbosch                       | Pays-Bas                               | TI-Raleigh-Creda                       | 15 pts                                 |
| 10e                                    | Pierre-Raymond Villemiane              | France                                 | Renault-Gitane                         | 14 pts                                 |
| modifier                               |                                        |                                        |                                        |                                        |

| Classement par équipes, | Classement par équipes, | Classement par équipes, | Classement par équipes, |
|                         | Équipe                  | Pays                    | Temps                   |
| ----------------------- | ----------------------- | ----------------------- | ----------------------- |
| 1re                     | Miko-Mercier-Vivagel    | France                  | en 450 h 25 min 36 s    |
| 2e                      | TI-Raleigh-Creda        | Pays-Bas                | + 6 min 2 s             |
| 3e                      | Puch-Campagnolo-Sem     | France                  | + 20 min 35 s           |
| 4e                      | Splendor-Admiral        | Belgique                | + 50 min 20 s           |
| 5e                      | La Redoute-Motobécane   | France                  | + 55 min 37 s           |
| 6e                      | IJsboerke-Warncke Eis   | Belgique                | + 1 h 8 min 13 s        |
| 7e                      | Peugeot-Esso-Michelin   | France                  | + 1 h 17 min 14 s       |
| 8e                      | DAF Trucks-Lejeune      | Belgique                | + 2 h 9 min 39 s        |
| 9e                      | Teka                    | Espagne                 | + 2 h 18 min 49 s       |
| 10e                     | Renault-Gitane          | France                  | + 2 h 25 min 29 s       |
| modifier                |                         |                         |                         |

| Classement par équipes par points, | Classement par équipes par points, | Classement par équipes par points, | Classement par équipes par points, | Classement par équipes par points, |
|                                    | Équipes                            | Pays                               |                                    | Point(s)                           |
| ---------------------------------- | ---------------------------------- | ---------------------------------- | ---------------------------------- | ---------------------------------- |
| 1re                                | TI-Raleigh-Creda                   | Pays-Bas                           |                                    | 1 020                              |
| 2e                                 | IJsboerke-Warncke Eis              | Belgique                           |                                    | 1 133                              |
| 3e                                 | La Redoute-Motobécane              | France                             |                                    | 1 291                              |
| 4e                                 | Miko-Mercier-Vivagel               | France                             |                                    | 1 624                              |
| 5e                                 | Peugeot-Esso-Michelin              | France                             |                                    | 1 680                              |
| 6e                                 | Splendor-Admiral                   | Belgique                           |                                    | 1 753                              |
| 7e                                 | Renault-Gitane                     | France                             |                                    | 1 917                              |
| 8e                                 | DAF Trucks-Lejeune                 | Belgique                           |                                    | 2 022                              |
| 9e                                 | Puch-Campagnolo-Sem                | France                             |                                    | 2 315                              |
| 10e                                | Boston-IFI-Mavic                   | Belgique                           |                                    | 2 772                              |
| modifier                           |                                    |                                    |                                    |                                    |

#### Classement combiné
| Classement combiné | Classement combiné | Classement combiné | Classement combiné    | Classement combiné |
| ------------------ | ------------------ | ------------------ | --------------------- | ------------------ |
|                    | Coureur            | Pays               | Équipe                | Point(s)           |
| 1er                | Ludo Peeters       | Belgique           | IJsboerke-Warncke Eis | 317 points         |
| 2e                 | Raymond Martin     | France             | Miko-Mercier-Vivagel  | 263 pts            |
| 3e                 | Joop Zoetemelk     | Pays-Bas           | TI-Raleigh-Creda      | 218 pts            |
| 4e                 | Rudy Pevenage      | Belgique           | IJsboerke-Warncke Eis | 205 pts            |
| 5e                 | Sean Kelly         | Irlande            | Splendor-Admiral      | 173 pts            |
| 6e                 | Ludo Loos          | Belgique           | Marc-IWC-V.R.D.       | 169 pts            |
| 7e                 | Pierre Bazzo       | France             | La Redoute-Motobécane | 157 pts            |
| 8e                 | Sven-Åke Nilsson   | Suède              | Miko-Mercier-Vivagel  | 149 pts            |
| 9e                 | Hennie Kuiper      | Pays-Bas           | Peugeot-Esso-Michelin | 132 pts            |
| 10e                | Christian Seznec   | France             | Miko-Mercier-Vivagel  | 129 pts            |
| modifier           |                    |                    |                       |                    |

### Évolution des classements
| Étape              | Vainqueur           | Classement général | Classement par points | Classement de la montagne | Classement du meilleur jeune | Classement du combiné | Classement des sprints intermédiaires | Classement par équipes | Classement par équipes | Classement de la combativité |
| Étape              | Vainqueur           | Classement général | Classement par points | Classement de la montagne | Classement du meilleur jeune | Classement du combiné | Classement des sprints intermédiaires | au temps               | aux points             | Classement de la combativité |
| ------------------ | ------------------- | ------------------ | --------------------- | ------------------------- | ---------------------------- | --------------------- | ------------------------------------- | ---------------------- | ---------------------- | ---------------------------- |
| P                  | Bernard Hinault     | Bernard Hinault    | Bernard Hinault       | Non décerné               | Bert Oosterbosch             | Non décerné           | Non décerné                           | TI-Raleigh-Creda       | TI-Raleigh-Creda       | Non décerné                  |
| 1a                 | Jan Raas            | Bernard Hinault    | Jan Raas              | Philippe Tesnière         | Bert Oosterbosch             | Philippe Tesnière     | Philippe Tesnière                     | TI-Raleigh-Creda       | TI-Raleigh-Creda       | Philippe Tesnière            |
| 1b                 | TI-Raleigh-Creda    | Gerrie Knetemann   | Jan Raas              | Philippe Tesnière         | Johan van der Velde          | Philippe Tesnière     | Philippe Tesnière                     | TI-Raleigh-Creda       | TI-Raleigh-Creda       | Non décerné                  |
| 2                  | Rudy Pevenage       | Yvon Bertin        | Pierre Bazzo          | Philippe Tesnière         | Johan van der Velde          | Yvon Bertin           | Yvon Bertin                           | Renault-Gitane         | TI-Raleigh-Creda       | Pierre Bazzo                 |
| 3                  | Henk Lubberding     | Rudy Pevenage      | Pierre Bazzo          | Jean-Luc Vandenbroucke    | Ronny Claes                  | Pierre Bazzo          | Yvon Bertin                           | Renault-Gitane         | TI-Raleigh-Creda       | Jean-Luc Vandenbroucke       |
| 4                  | Bernard Hinault     | Rudy Pevenage      | Pierre Bazzo          | Jean-Luc Vandenbroucke    | Ronny Claes                  | Pierre Bazzo          | Yvon Bertin                           | Renault-Gitane         | TI-Raleigh-Creda       | Non décerné                  |
| 5                  | Bernard Hinault     | Rudy Pevenage      | Pierre Bazzo          | Jean-Luc Vandenbroucke    | Ronny Claes                  | Pierre Bazzo          | Yvon Bertin                           | Renault-Gitane         | TI-Raleigh-Creda       | Hennie Kuiper                |
| 6                  | Jean-Louis Gauthier | Rudy Pevenage      | Yvon Bertin           | Jean-Luc Vandenbroucke    | Ronny Claes                  | Pierre Bazzo          | Yvon Bertin                           | Renault-Gitane         | TI-Raleigh-Creda       | Gery Verlinden               |
| 7a                 | TI-Raleigh-Creda    | Rudy Pevenage      | Yvon Bertin           | Jean-Luc Vandenbroucke    | Johan van der Velde          | Pierre Bazzo          | Yvon Bertin                           | Renault-Gitane         | TI-Raleigh-Creda       | Non décerné                  |
| 7b                 | Jan Raas            | Rudy Pevenage      | Yvon Bertin           | Jean-Luc Vandenbroucke    | Johan van der Velde          | Yvon Bertin           | Yvon Bertin                           | Renault-Gitane         | TI-Raleigh-Creda       | Roger Legeay                 |
| 8                  | Bert Oosterbosch    | Rudy Pevenage      | Yvon Bertin           | Jean-Luc Vandenbroucke    | Johan van der Velde          | Yvon Bertin           | Yvon Bertin                           | Renault-Gitane         | TI-Raleigh-Creda       | Christian Levavasseur        |
| 9                  | Jan Raas            | Rudy Pevenage      | Jan Raas              | Jean-Luc Vandenbroucke    | Johan van der Velde          | Yvon Bertin           | Yvon Bertin                           | Renault-Gitane         | TI-Raleigh-Creda       | Christian Levavasseur        |
| 10                 | Cees Priem          | Rudy Pevenage      | Jan Raas              | Jean-Luc Vandenbroucke    | Johan van der Velde          | Jan Raas              | Yvon Bertin                           | Renault-Gitane         | TI-Raleigh-Creda       | Gilbert Duclos-Lassalle      |
| 11                 | Joop Zoetemelk      | Bernard Hinault    | Jan Raas              | Jean-Luc Vandenbroucke    | Ronny Claes                  | Jan Raas              | Yvon Bertin                           | TI-Raleigh-Creda       | TI-Raleigh-Creda       | Non décerné                  |
| 12                 | Gerrie Knetemann    | Bernard Hinault    | Jan Raas              | Jean-Luc Vandenbroucke    | Ronny Claes                  | Jan Raas              | Yvon Bertin                           | TI-Raleigh-Creda       | TI-Raleigh-Creda       | Gerrie Knetemann             |
| 13                 | Raymond Martin      | Joop Zoetemelk     | Rudy Pevenage         | Raymond Martin            | Jean-René Bernaudeau         | Pierre Bazzo          | Rudy Pevenage                         | Peugeot-Esso-Michelin  | TI-Raleigh-Creda       | Raymond Martin               |
| 14                 | Ludo Peeters        | Joop Zoetemelk     | Rudy Pevenage         | Raymond Martin            | Jean-René Bernaudeau         | Pierre Bazzo          | Rudy Pevenage                         | Peugeot-Esso-Michelin  | TI-Raleigh-Creda       | Ludo Peeters                 |
| 15                 | Bernard Vallet      | Joop Zoetemelk     | Rudy Pevenage         | Raymond Martin            | Jean-René Bernaudeau         | Rudy Pevenage         | Rudy Pevenage                         | Peugeot-Esso-Michelin  | TI-Raleigh-Creda       | Bernard Thévenet             |
| 16                 | Jos Deschoenmaecker | Joop Zoetemelk     | Rudy Pevenage         | Sven-Åke Nilsson          | Jean-René Bernaudeau         | Rudy Pevenage         | Rudy Pevenage                         | Miko-Mercier-Vivagel   | TI-Raleigh-Creda       | Alberto Fernández Blanco     |
| 17                 | Mariano Martinez    | Joop Zoetemelk     | Rudy Pevenage         | Raymond Martin            | Jean-René Bernaudeau         | Ludo Peeters          | Rudy Pevenage                         | Miko-Mercier-Vivagel   | TI-Raleigh-Creda       | Paulino Martínez             |
| 18                 | Ludo Loos           | Joop Zoetemelk     | Rudy Pevenage         | Raymond Martin            | Johan van der Velde          | Ludo Peeters          | Rudy Pevenage                         | Miko-Mercier-Vivagel   | TI-Raleigh-Creda       | Ludo Loos                    |
| 19                 | Sean Kelly          | Joop Zoetemelk     | Rudy Pevenage         | Raymond Martin            | Johan van der Velde          | Ludo Peeters          | Rudy Pevenage                         | Miko-Mercier-Vivagel   | TI-Raleigh-Creda       | Sean Kelly                   |
| 20                 | Joop Zoetemelk      | Joop Zoetemelk     | Rudy Pevenage         | Raymond Martin            | Johan van der Velde          | Ludo Peeters          | Rudy Pevenage                         | Miko-Mercier-Vivagel   | TI-Raleigh-Creda       | Non décerné                  |
| 21                 | Sean Kelly          | Joop Zoetemelk     | Rudy Pevenage         | Raymond Martin            | Johan van der Velde          | Ludo Peeters          | Rudy Pevenage                         | Miko-Mercier-Vivagel   | TI-Raleigh-Creda       |                              |
| 22                 | Pol Verschuere      | Joop Zoetemelk     | Rudy Pevenage         | Raymond Martin            | Johan van der Velde          | Ludo Peeters          | Rudy Pevenage                         | Miko-Mercier-Vivagel   | TI-Raleigh-Creda       |                              |
| Classements finals | Classements finals  | Joop Zoetemelk     | Rudy Pevenage         | Raymond Martin            | Johan van der Velde          | Ludo Peeters          | Rudy Pevenage                         | Miko-Mercier-Vivagel   | TI-Raleigh-Creda       | Christian Levavasseur        |

## Liste des coureurs
La liste ci-dessous présente les coureurs inscrits par numéro de dossard.
| Légende | Légende                                                                    | Légende | Légende                                                    |
| ------- | -------------------------------------------------------------------------- | ------- | ---------------------------------------------------------- |
| Num     | Dossard de départ porté par le coureur sur ce Tour                         | Pos     | Position à l'arrivée de la course                          |
|         | Indique un maillot de champion national ou mondial, suivi de sa spécialité | NP      | Indique un coureur qui n'a pas pris le départ de la course |
| AB      | Indique un coureur qui n'a pas terminé la course                           | HD      | Indique un coureur qui a terminé la course hors des délais |

| Renault-Gitane                                            | Renault-Gitane                  | Renault-Gitane |
| --------------------------------------------------------- | ------------------------------- | -------------- |
| Num                                                       | Coureur                         | Pos            |
| 1                                                         | Bernard Hinault (FRA)           | NP-13          |
| 2                                                         | Hubert Arbès (FRA)              | AB-10          |
| 3                                                         | Bernard Becaas (FRA)            | 76e            |
| 4                                                         | Jean-René Bernaudeau (FRA)      | AB-18          |
| 5                                                         | Yvon Bertin (FRA)               | AB-13          |
| 6                                                         | Patrick Bonnet (FRA)            | 34e            |
| 7                                                         | Jean Chassang (FRA)             | 74e            |
| 8                                                         | Maurice Le Guilloux (FRA)       | 81e            |
| 9                                                         | Bernard Quilfen (FRA)           | DQ-19          |
| 10                                                        | Pierre-Raymond Villemiane (FRA) | 70e            |
| Directeurs sportifs : Cyrille Guimard et Maurice Champion |                                 |                |

| TI-Raleigh-Creda                                   | TI-Raleigh-Creda          | TI-Raleigh-Creda |
| -------------------------------------------------- | ------------------------- | ---------------- |
| Num                                                | Coureur                   | Pos              |
| 11                                                 | Joop Zoetemelk (NED)      | 1er              |
| 12                                                 | Gerrie Knetemann (NED)    | 38e              |
| 13                                                 | Henk Lubberding (NED)     | 10e              |
| 14                                                 | Bert Oosterbosch (NED)    | 36e              |
| 15                                                 | Cees Priem (NED)          | AB-13            |
| 16                                                 | Bert Pronk (NED)          | HD-1b            |
| 17                                                 | Jan Raas (NED)            | AB-13            |
| 18                                                 | Johan van der Velde (NED) | 12e              |
| 19                                                 | Leo van Vliet (NED)       | 51e              |
| 20                                                 | Paul Wellens (BEL)        | 56e              |
| Directeurs sportifs : Peter Post et Jules de Wever |                           |                  |

| Puch-Campagnolo-Sem                                | Puch-Campagnolo-Sem     | Puch-Campagnolo-Sem |
| -------------------------------------------------- | ----------------------- | ------------------- |
| Num                                                | Coureur                 | Pos                 |
| 21                                                 | Joaquim Agostinho (POR) | 5e                  |
| 22                                                 | Patrick Busolini (FRA)  | 21e                 |
| 23                                                 | Marco Chagas (POR)      | 41e                 |
| 24                                                 | Alain De Carvalho (FRA) | AB-12               |
| 25                                                 | Hans-Peter Jakst (RFA)  | 62e                 |
| 26                                                 | Jacques Michaud (FRA)   | 72e                 |
| 27                                                 | Régis Ovion (FRA)       | 15e                 |
| 28                                                 | Dietrich Thurau (RFA)   | NP-10               |
| 29                                                 | Jean-Raymond Toso (FRA) | 48e                 |
| 30                                                 | Jostein Wilmann (NOR)   | 14e                 |
| Directeurs sportifs : Rudi Altig et Serge De Vries |                         |                     |

| Peugeot-Esso-Michelin                                 | Peugeot-Esso-Michelin         | Peugeot-Esso-Michelin |
| ----------------------------------------------------- | ----------------------------- | --------------------- |
| Num                                                   | Coureur                       | Pos                   |
| 31                                                    | Hennie Kuiper (NED)           | 2e                    |
| 32                                                    | Jacques Bossis (FRA)          | 59e                   |
| 33                                                    | Frédéric Brun (FRA)           | 75e                   |
| 34                                                    | Bernard Bourreau (FRA)        | 40e                   |
| 35                                                    | Gilbert Duclos-Lassalle (FRA) | AB-18                 |
| 36                                                    | Graham Jones (GBR)            | 49e                   |
| 37                                                    | Roger Legeay (FRA)            | 84e                   |
| 38                                                    | Hubert Linard (FRA)           | 46e                   |
| 39                                                    | Patrick Perret (FRA)          | 71e                   |
| 40                                                    | Pascal Simon (FRA)            | 28e                   |
| Directeurs sportifs : Maurice De Muer et Robert Naeye |                               |                       |

| DAF Trucks-Lejeune                                                 | DAF Trucks-Lejeune       | DAF Trucks-Lejeune |
| ------------------------------------------------------------------ | ------------------------ | ------------------ |
| Num                                                                | Coureur                  | Pos                |
| 41                                                                 | Jo Maas (NED)            | 19e                |
| 42                                                                 | Hendrik Devos (BEL)      | 63e                |
| 43                                                                 | Dirk Heirweg (BEL)       | AB-13              |
| 44                                                                 | Hans Langerijs (NED)     | AB-13              |
| 45                                                                 | René Martens (BEL)       | 30e                |
| 46                                                                 | Guy Nulens (BEL)         | NP-18              |
| 47                                                                 | Patrick Pevenage (BEL)   | 79e                |
| 48                                                                 | Eddy Schepers (BEL)      | 26e                |
| 49                                                                 | Hennie Stamsnijder (NED) | AB-13              |
| 50                                                                 | William Tackaert (BEL)   | 82e                |
| Directeurs sportifs : Alfred De Bruyne et Raymond Van Der Veegaete |                          |                    |

| Splendor-Admiral-TV Ekspres         | Splendor-Admiral-TV Ekspres | Splendor-Admiral-TV Ekspres |
| ----------------------------------- | --------------------------- | --------------------------- |
| Num                                 | Coureur                     | Pos                         |
| 51                                  | Michel Pollentier (BEL)     | NP-15                       |
| 52                                  | Herman Beysens (BEL)        | 78e                         |
| 53                                  | Joseph Borguet (en) (BEL)   | 52e                         |
| 54                                  | Claude Criquielion (BEL)    | 13e                         |
| 55                                  | Johan De Muynck (BEL)       | 4e                          |
| 56                                  | Alain Desaever (BEL)        | AB-13                       |
| 57                                  | Sean Kelly (IRL)            | 29e                         |
| 58                                  | Alain Meslet (FRA)          | AB-13                       |
| 59                                  | Daniel Plummer (BEL)        | 27e                         |
| 60                                  | Guido Van Calster (BEL)     | 39e                         |
| Directeur sportif : Albert De Kimpe |                             |                             |

| Marc-IWC-V.R.D.                                            | Marc-IWC-V.R.D.           | Marc-IWC-V.R.D. |
| ---------------------------------------------------------- | ------------------------- | --------------- |
| Num                                                        | Coureur                   | Pos             |
| 61                                                         | Lucien Van Impe (BEL)     | 16e             |
| 62                                                         | Jos Deschoenmaecker (BEL) | 66e             |
| 63                                                         | Marc Dierickx (BEL)       | AB-14           |
| 64                                                         | Frank Hoste (BEL)         | AB-14           |
| 65                                                         | Charles Jochums (BEL)     | DQ-16           |
| 66                                                         | Marcel Laurens (BEL)      | 64e             |
| 67                                                         | Ludo Loos (BEL)           | 18e             |
| 68                                                         | Marc Renier (BEL)         | NP-10           |
| 69                                                         | Adri Schipper (NED)       | 83e             |
| 70                                                         | Gerhard Schönbacher (AUT) | 85e             |
| Directeurs sportifs : Patrick Lefevere et Gaston Valgaeren |                           |                 |

| Miko-Mercier-Vivagel                                              | Miko-Mercier-Vivagel        | Miko-Mercier-Vivagel |
| ----------------------------------------------------------------- | --------------------------- | -------------------- |
| Num                                                               | Coureur                     | Pos                  |
| 71                                                                | Sven-Åke Nilsson (SWE)      | 7e                   |
| 72                                                                | René Bittinger (FRA)        | HD-1b                |
| 73                                                                | Patrick Friou (FRA)         | 43e                  |
| 74                                                                | Joël Gallopin (FRA)         | 77e                  |
| 75                                                                | Jean-Louis Gauthier (FRA)   | 50e                  |
| 76                                                                | Didier Lebaud (FRA)         | 61e                  |
| 77                                                                | Christian Levavasseur (FRA) | 44e                  |
| 78                                                                | Raymond Martin (FRA)        | 3e                   |
| 79                                                                | Hubert Mathis (FRA)         | AB-13                |
| 80                                                                | Christian Seznec (FRA)      | 6e                   |
| Directeurs sportifs : Jean-Pierre Danguillaume et Maurice Quentin |                             |                      |

| La Redoute-Motobécane                                    | La Redoute-Motobécane        | La Redoute-Motobécane |
| -------------------------------------------------------- | ---------------------------- | --------------------- |
| Num                                                      | Coureur                      | Pos                   |
| 81                                                       | Mariano Martínez (FRA)       | 32e                   |
| 82                                                       | Robert Alban (FRA)           | 11e                   |
| 83                                                       | Pierre Bazzo (FRA)           | 9e                    |
| 84                                                       | Christian Jourdan (FRA)      | AB-14                 |
| 85                                                       | Jean-Marie Michel (FRA)      | NP-14                 |
| 86                                                       | Paul Sherwen (GBR)           | AB-17                 |
| 87                                                       | Bernard Vallet (FRA)         | 31e                   |
| 88                                                       | Didier Vanoverschelde (FRA)  | 45e                   |
| 89                                                       | Jean-Luc Vandenbroucke (BEL) | 33e                   |
| 90                                                       | Ferdi Van Den Haute (BEL)    | 53e                   |
| Directeurs sportifs : Philippe Crépel et Pierre Everaert |                              |                       |

| IJsboerke-Warncke Eis                                   | IJsboerke-Warncke Eis   | IJsboerke-Warncke Eis |
| ------------------------------------------------------- | ----------------------- | --------------------- |
| Num                                                     | Coureur                 | Pos                   |
| 91                                                      | Gery Verlinden (BEL)    | 22e                   |
| 92                                                      | Ronny Claes (BEL)       | AB-18                 |
| 93                                                      | Ludo Delcroix (BEL)     | 47e                   |
| 94                                                      | Eric Van De Wiele (BEL) | 73e                   |
| 95                                                      | Jos Jacobs (BEL)        | 60e                   |
| 96                                                      | Ludo Peeters (BEL)      | 8e                    |
| 97                                                      | Rudy Pevenage (BEL)     | 42e                   |
| 98                                                      | Pol Verschuere (BEL)    | 65e                   |
| 99                                                      | Dirk Wayenberg (BEL)    | 67e                   |
| 100                                                     | Ludwig Wijnants (BEL)   | 68e                   |
| Directeurs sportifs : Walter Godefroot et Willy Jossart |                         |                       |

| Boston-IFI-Mavic                                      | Boston-IFI-Mavic        | Boston-IFI-Mavic |
| ----------------------------------------------------- | ----------------------- | ---------------- |
| Num                                                   | Coureur                 | Pos              |
| 101                                                   | Paul De Keyser (BEL)    | AB-14            |
| 102                                                   | Philippe Durel (FRA)    | AB-13            |
| 103                                                   | Erich Jagsch (AUT)      | DQ-17            |
| 104                                                   | Jan Jonkers (NED)       | 69e              |
| 105                                                   | Ferdinand Julien (FRA)  | 23e              |
| 106                                                   | Jacques Osmont (FRA)    | DQ-15            |
| 107                                                   | Philippe Tesnière (FRA) | HD-3             |
| 108                                                   | Patrice Thévenard (FRA) | 55e              |
| 109                                                   | Benny Vermeulen (BEL)   | NP-11            |
| 110                                                   | Alain Vigneron (FRA)    | 58e              |
| Directeurs sportifs : Robert Lauwers et Robert Oubron |                         |                  |

| Teka                                 | Teka                     | Teka  |
| ------------------------------------ | ------------------------ | ----- |
| Num                                  | Coureur                  | Pos   |
| 111                                  | Bernard Thévenet (FRA)   | 17e   |
| 112                                  | Bernardo Alfonsel (ESP)  | 57e   |
| 113                                  | Rolf Haller (RFA)        | NP-7a |
| 114                                  | Manuel Esparza (ESP)     | AB-3  |
| 115                                  | Alberto Fernández (ESP)  | 25e   |
| 116                                  | Ismaël Lejarreta (ESP)   | 24e   |
| 117                                  | Paulino Martínez (ESP)   | AB-3  |
| 118                                  | José Luis Mayoz (ESP)    | 54e   |
| 119                                  | Dominique Sanders (FRA)  | AB-13 |
| 120                                  | Klaus-Peter Thaler (RFA) | 37e   |
| Directeur sportif : Domingo Perurena |                          |       |

| Kelme-Gios                                                   | Kelme-Gios                       | Kelme-Gios |
| ------------------------------------------------------------ | -------------------------------- | ---------- |
| Num                                                          | Coureur                          | Pos        |
| 121                                                          | Pedro Torres (ESP)               | 35e        |
| 122                                                          | Francisco Albelda (ESP)          | AB-2       |
| 123                                                          | Vicente Belda (ESP)              | 20e        |
| 124                                                          | Francisco Fernandez Moreno (ESP) | HD-1b      |
| 125                                                          | Jorge Fortia (ESP)               | 80e        |
| 126                                                          | Francisco Galdós (ESP)           | AB-5       |
| 127                                                          | Jesus Guzman (ESP)               | AB-5       |
| 128                                                          | Andrés Oliva (ESP)               | HD-1b      |
| 129                                                          | Juan Pujol (ESP)                 | DQ-14      |
| 130                                                          | Felipe Yáñez (ESP)               | AB-6       |
| Directeurs sportifs : Rafael Carrasco et Francisco José Suñé |                                  |            |